# Myawaddy
Myawaddy (karène oriental : ဍုံမေဝ်ပ္တီ ; birman : မြဝတီ; thaï : เมียวดี; Système général royal de transcription du thaï : Mia-wadi ; karène sgaw : ရၤမတံ) est une ville du sud-est de la Birmanie, dans l'État Karen. C'est le chef-lieu du township de Myawaddy et du district de Myawaddy.
Séparée de la ville thaïlandaise de Mae Sot par la rivière Moei, la ville est le plus important point de passage entre la Birmanie et la Thaïlande. Les citoyens des deux pays peuvent passer jusqu'à une semaine dans l'autre pays.

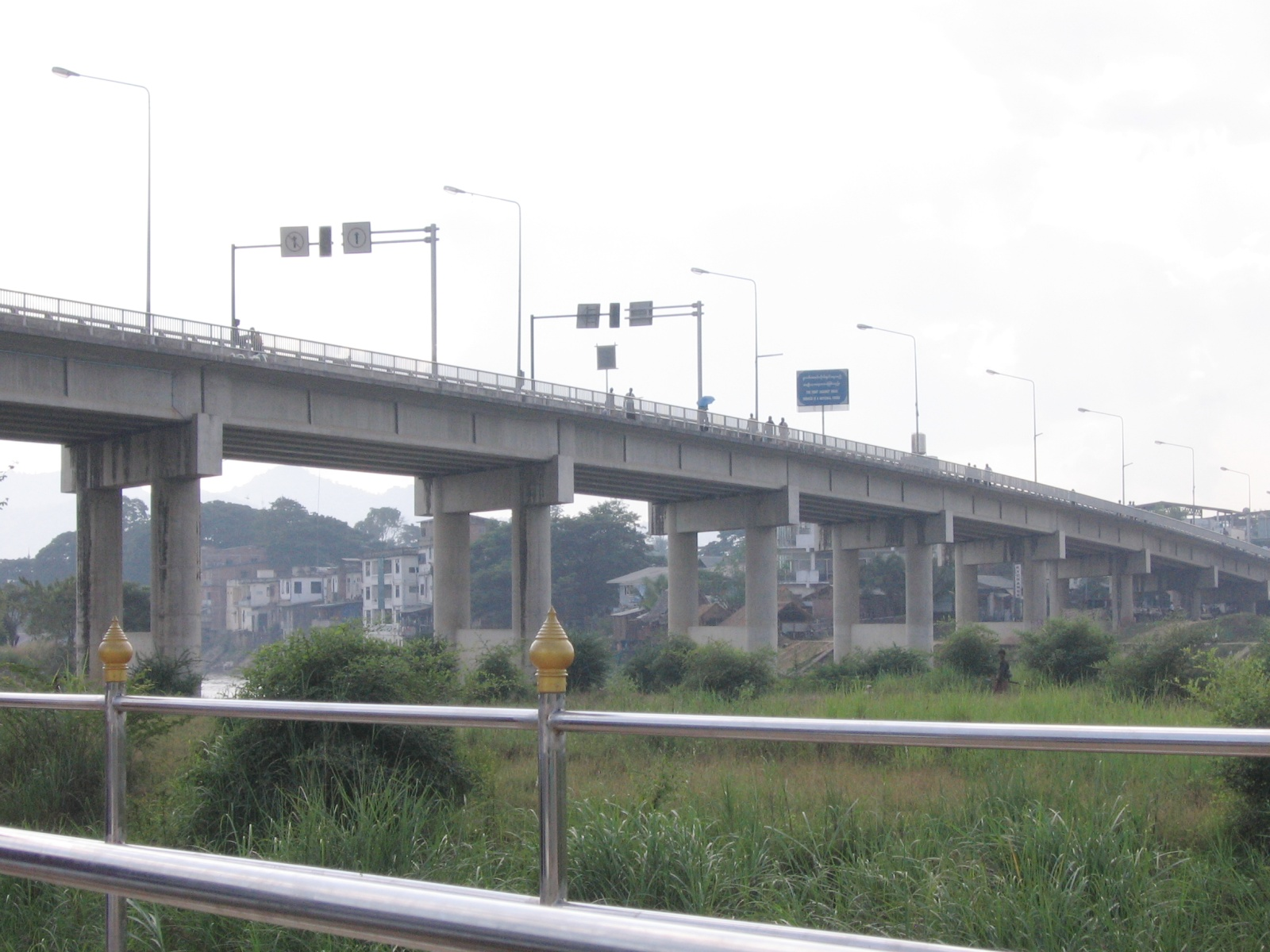
Pont de l'amitié birmo-thaïlandaise, sur la rivière Moei.
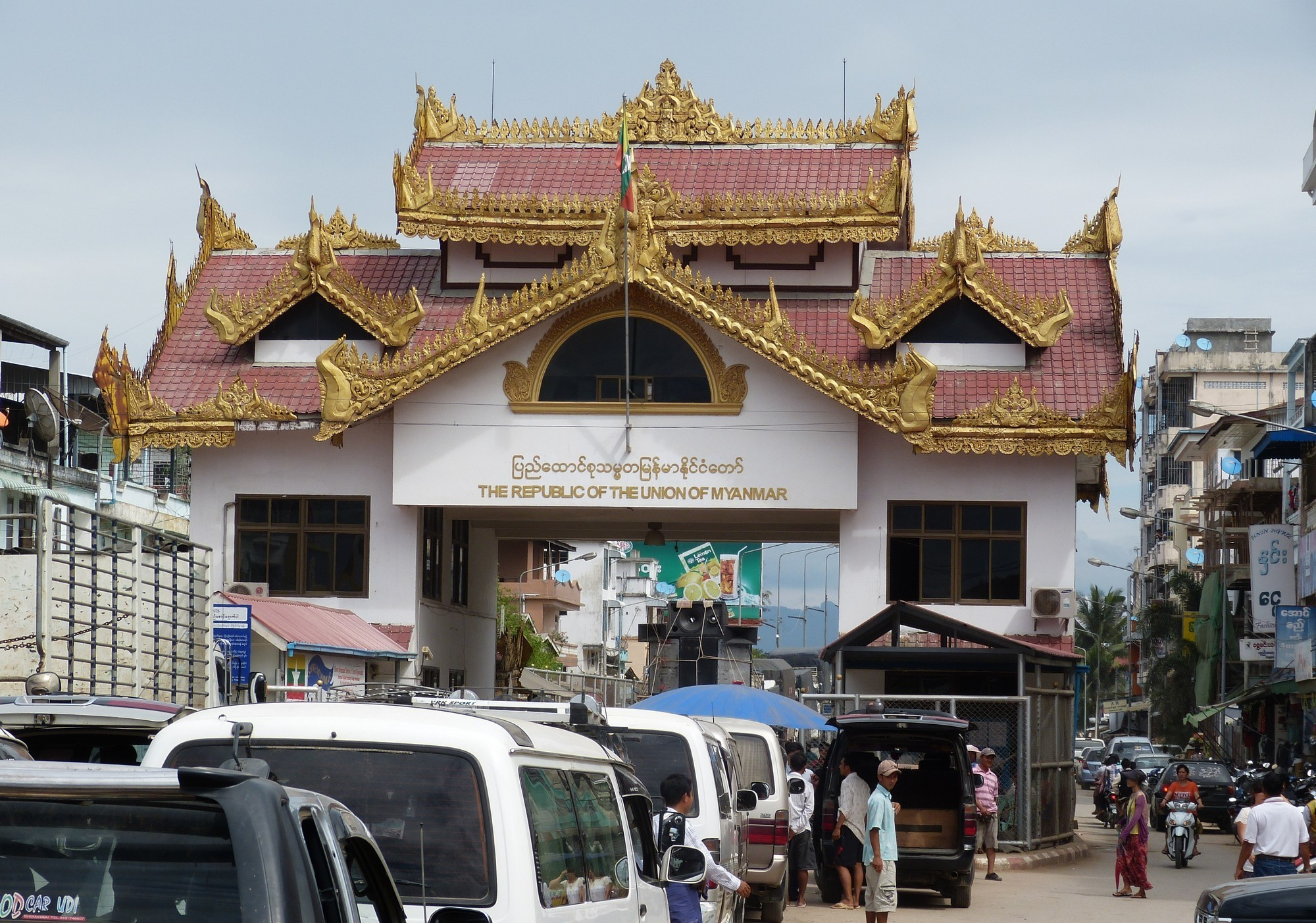
Poste frontalier.
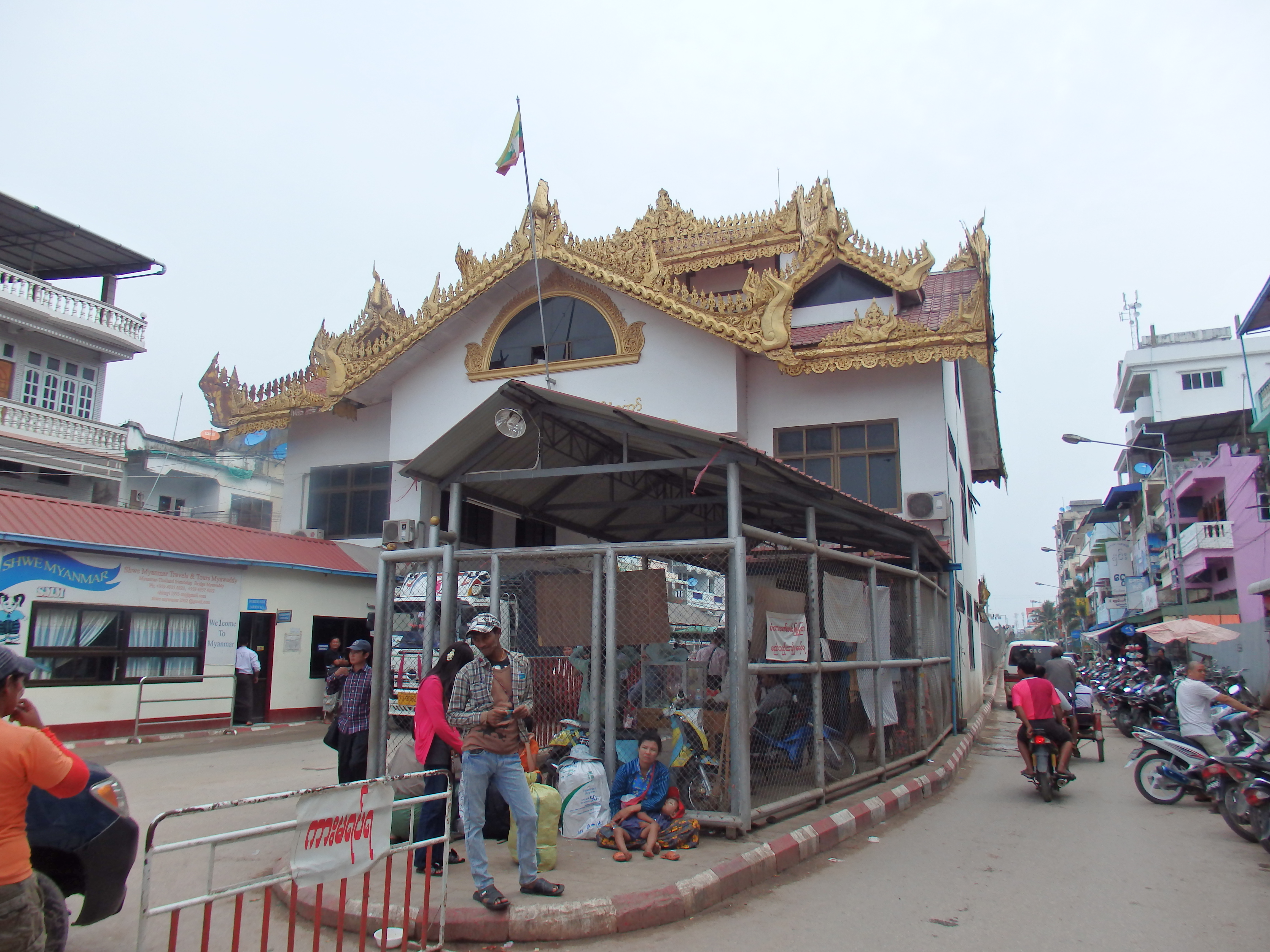
Poste frontalier.

## Situation
Myawaddy est située à 170 km à l'est de Moulmein, la troisième plus grande ville de Birmanie, et 426 km la séparent de Bangkok.

## Histoire
Lors de la guerre civile birmane, la ville tombe aux mains de la Force de défense du peuple le 7 avril 2024 après des semaines de combats et la prise des bases militaires du Conseil administratif d'État par l’armée Karen de libération nationale et ses alliés.

## Économie
Myawaddy est une importante localité pour l'exportation de gemmes, beaucoup d'entre elles ayant leur provenance changée une fois la frontière passée. C'est aussi une ville importante pour le trafic d'animaux sauvages, notamment les félins
Myawaddy est aussi une plaque tournante de l'escroquerie en ligne, avec les meilleures années plus de 70 complexes employant plusieurs milliers de personnes dont un grand nombre en semi-servage, et dégageant l'équivalent de plusieurs millions d'euros par an. L'électricité, le réseau Internet et le matériel informatique viennent de Thaïlande, ainsi qu'une majorité des employés (souvent venus de Chine). Les dirigeants ne résident généralement pas sur place mais à Bangkok, Phnom Penh, Singapour ou Londres.

## Personnalités
- Myawaddy Mingyi U Sa, un poète, compositeur, dramaturge, général et homme d'état de la dynastie Konbaung. Il reçut Myawaddy comme fief en 1828.
- Cynthia Maung, née le 6 décembre 1959 à Insein Township (en) et qui a grandi à Moulmein. Membre de l'ethnie Karens, elle a abandonné son pays en 1989 et s'est établie à Mae Sot, où elle a créé la clinique Mae Tao[5] qui soigne les réfugiés birmans, les immigrants et les orphelins.

## Galerie

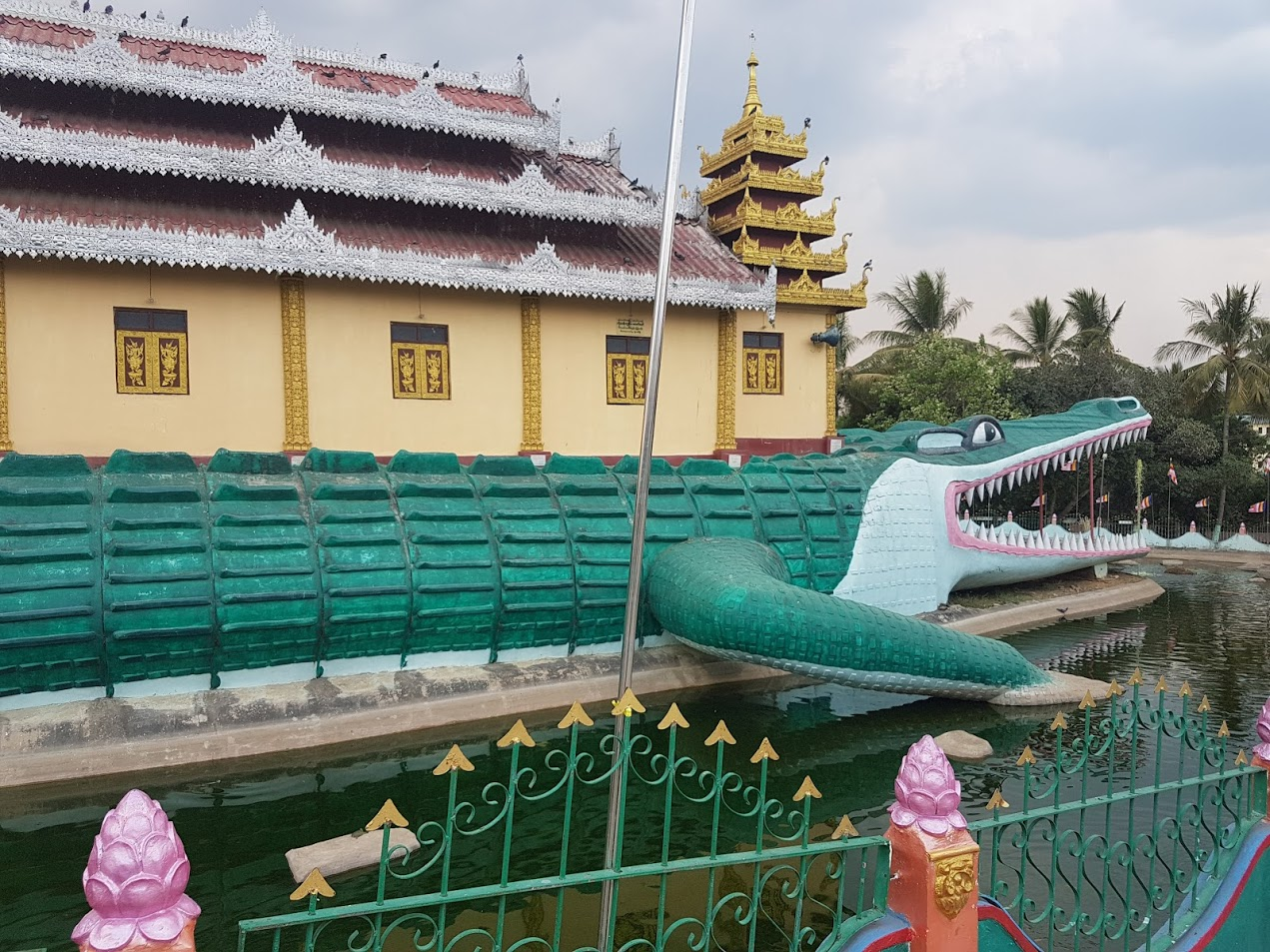
Le temple du Crocodile (Myikyaungon)
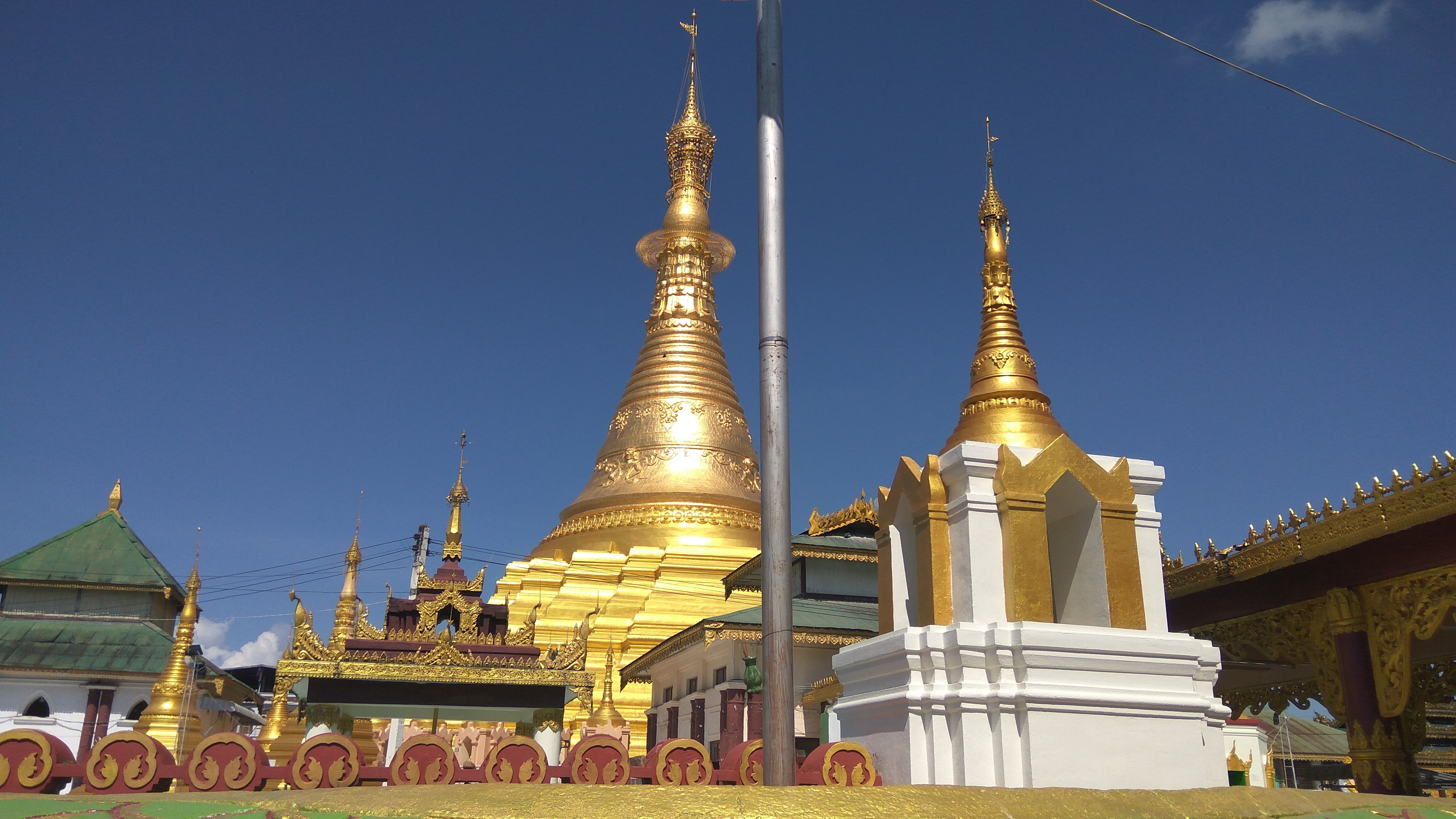
Le Pha Ya Gyi